# 햇빛 쏟아지던 날들
《햇빛 쏟아지던 날들》(陽光燦爛的日子)'은 1994년 홍콩에서 개봉한 영화이다.

## 줄거리
{“북경은 20년의 세월 속에서 현대 도시로 탈바꿈했고 옛 모습이라곤 찾아볼 수 없다. 변화는 내 기억을 가물거리게 했고 진실과 환상을 뒤섞어버렸다. 어느 여름이었을 것이다. 더위 속에 사람들은 자신을 드러냈고 욕망을 억제하기 힘들어했다. 여름은 영원히 지속될 것만 같았다. 태양은 계속 우릴 따라다녔고 뙤약볕은 너무 뜨거워 현기증이 날 지경이었다. 나의 찬란했던 열 여섯 시절처럼.”}
인생의 가장 찬란했던 시절, 동네깡패에게 건넨 한마디가 위세등등한 무용담으로 바뀌고 수줍던 속앓이 첫사랑이 파란만장한 연애담으로 탈바꿈하던, 바로 그때의 이야기. 중국의 한 조그마한 마을, 전쟁영웅을 꿈꾸던 마소군(하우 분)이란 소년, 아버지가 없는 소년의 여름은 쏟아지는 햇살만큼이나 자유로 넘쳤다. 수업을 빼먹는 건 기본이고 친구들과 어울려 놀다가 집에 들어가지 않는 일도 많았다. 열쇠가 따지는 소리에 희열을 느낀 소년의 취미는 어느새 남의 집 문을 열고 신나게 놀다가 주인이 돌아오기전 감쪽같이 정리해두고 나오는 지경까지 이르렀다. 물건을 훔치거나 피해를 준 것은 아니지만, 소년의 열쇠 따기는 멈추지 않았다. 항상 자물쇠가 달린 집을 드나들던 마소군은 어느 날, 붙박이 문을 열고 들어가게 된다.
벽에 걸려있던 망원경을 갖고 신나게 놀던 소년은 정신이 번쩍 드는 사진을 발견한다. 열 여섯 시절 가장 짜릿한 기억, 벽에 걸린 소녀의 사진에 넋을 잃은 마소군은 길에서 우연히 소녀를 만나게 되고 거의 매일 만나서 얘기하는 가까운 사이가 된다. 그녀의 이름은 미란(영정 분)이고 소년보다 나이가 많았다. 마소군은 매일매일 그녀를 찾아가 자신에게 있었던 이야기를 과장과 거짓말을 보태 엄청난 사건인양 얘기해 주었다. 동네 건달패와 어울리던 소년은 그녀를 친구들에게 소개시키기로 마음먹는다. 친구들과 미란이 처음 만난 날, 마소군은 높은 굴뚝에 올라가 떨어지는 객기를 부린다. 소년은 다른 구역 패거리와의 싸움에서도 지나친 활약으로 인해 처절한 패싸움의 직전까지 몰고 간 적도 있다. 미란이 점점 패거리의 리더인 유이쿠와 가까워지자 심술이 난 소년은 생일 파티장에서 테이블 위의 병을 깨고 유이쿠에게 덤벼들기도 한다. 문화혁명이 시작되고 반혁명가로 몰린 외할아버지는 자살했고, 아버지는 좌천당했으며, 소년의 실수로 동생도 생겼다.

## 출연

### 주연
- 하우
- 닝징

## 기타
- 원작자: 왕삭
- 출품인: 기보
- 출품인: 허안진
- 출품인: 곽우량